# Veldparelmoervlinder
De veldparelmoervlinder (Melitaea cinxia) is een vlinder uit de familie Nymphalidae (vossen, parelmoervlinders en weerschijnvlinders). De wetenschappelijke naam van de soort is, als Papilio cinxia, in 1758 door Carl Linnaeus gepubliceerd in de tiende editie van Systema naturae.

## Verspreiding en leefgebied
De vlinder heeft een voorkeur voor droge schrale graslanden in de buurt van bossen en is wijdverbreid in Azië, Noord-Afrika en Centraal- en Oost-Europa. De vliegtijd is van mei tot en met september.

## Status in Nederland
De veldparelmoervlinder staat in de Nederlandse Rode lijst dagvlinders vermeld als ernstig bedreigd. 

## Waardplanten
De waardplanten behoren tot de weegbreefamilie.

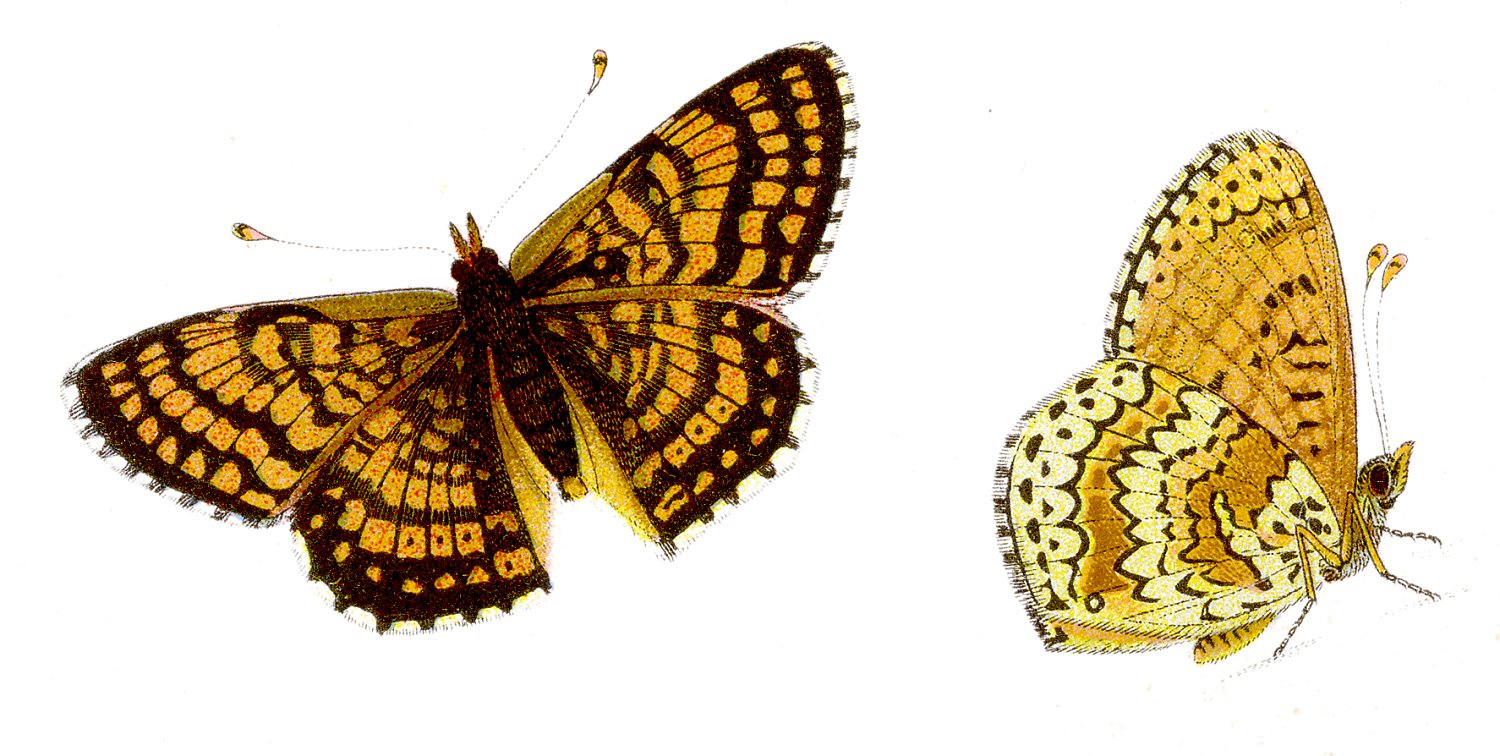
Illustratie
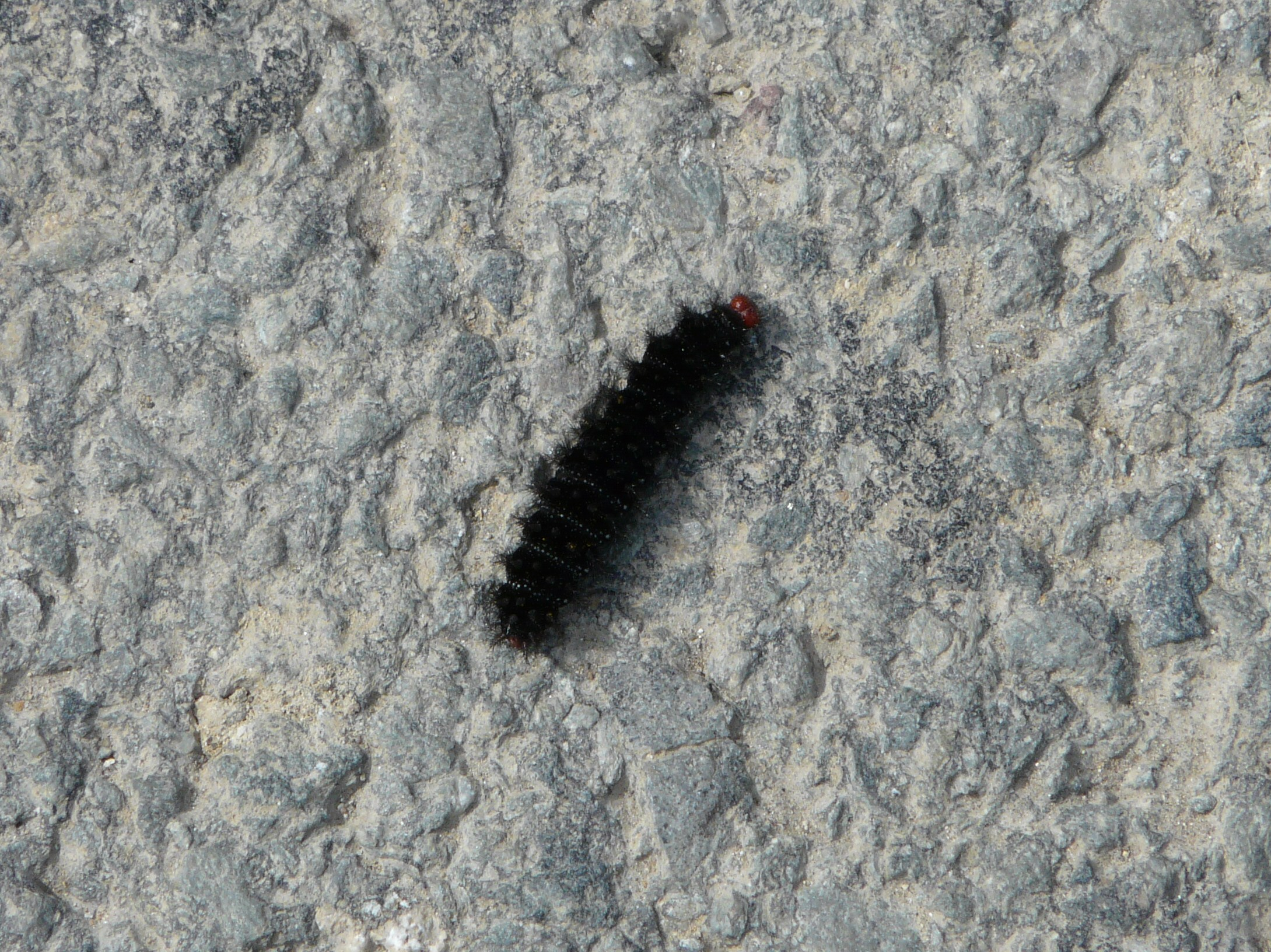
Rups